# Амакасу, Масахико
Масахико Амакасу (яп. 甘粕 正彦, 26 января 1891 — 20 августа 1945) — японский военный первой половины XX века.

## Биография
Масахико Амакасу родился в 1891 году в префектуре Ямагата. В 1912 году он поступил в Рикугун сикан гакко, по окончании служил в пехоте, затем в военной полиции (кэмпэйтай).
В 1923 году после Великого землетрясения Канто полицейские под командованием лейтенанта Масахико Амакасу 16 сентября арестовали известного анархиста Сакаэ Осуги, его сожительницу Ито Ноэ и их 6-летнего племянника, которые потом были забиты до смерти, а их тела были брошены в колодец. Это происшествие получило название «дело Амакасу». Суд приговорил Масахико Амакасу к 10 годам тюремного заключения, однако три года спустя он вышел на свободу благодаря всеобщей амнистии, объявленной в честь восшествия на престол императора Хирохито. В июле 1927 году Масахико Амакасу был отправлен армейскими структурами на учёбу во Францию.
После возвращения в 1930 году в Японию Масахико Амакасу был немедленно отправлен в Мукден в Маньчжурии, где стал работать под руководством знаменитого японского разведчика Кэндзи Доихары. После Маньчжурского инцидента 1931 года Масахико Амакасу принял участие в доставке в Маньчжурию из Тяньцзиня последнего императора Айсиньгёро Пуи, вставшего в 1932 году во главе марионеточного государства Маньчжоу-го.
В Маньчжоу-го Масахико Амакасу принял участие в организации полицейской службы в столице страны городе Синьцзин. В 1939 году он встал во главе кинокомпании «Маньчжурия», ставшей одним из основных пропагандистских рупоров Квантунской армии на территории Китая. Он приложил огромные усилия для повышения качества работы кинокомпании, доставив из Германии новейшее киносъёмочное оборудование и приглашая из Японии ведущих актёров, режиссёров и продюсеров.
После ликвидации Маньчжоу-го в 1945 году Амакасу покончил жизнь самоубийством, приняв яд.